# Oulad M'Barek
Oulad M'Barek (en àrab أولاد امبارك, Ūlād Imbārak; en amazic ⵜⴰⵔⵡⴰ ⵏ ⵎⴱⴰⵔⴽ) és una comuna rural de la província de Béni Mellal, a la regió de Béni Mellal-Khénifra, al Marroc. Segons el cens de 2014 tenia una població total de 19.774 persones.